# Hadena subpicta
Hadena subpicta là một loài bướm đêm trong họ Noctuidae.